# Ancient Aliens
Alienígenas do Passado ou Alienígenas (em inglês: Ancient Aliens), é uma série televisiva americana que estreou em 20 de abril de 2010 no The History Channel. Produzido pela Prometheus Entertainment, o programa apresenta hipóteses de antigos astronautas e propõe que textos históricos, arqueologia e lendas contêm evidências de contato humano-extraterrestres. A série é criticada por ser pseudocientífica e pseudohistórica.

## Piloto: 2009[7]
| Título Original                           | Data de Exibição   | # |
| ----------------------------------------- | ------------------ | - |
| "Ancient Aliens: Chariots, Gods & Beyond" | 8 de Março de 2009 | 1 |

## Primeira temporada: 2010[7]
| Título Original       | Data de Exibição    | #        |
| --------------------- | ------------------- | -------- |
| "As Evidências"       | 20 de Abril de 2010 | 2 - 1#01 |
| "Os Visitantes"       | 27 de Abril de 2010 | 3 - 1#02 |
| "A Missão"            | 4 de Maio de 2010   | 4 - 1#03 |
| "Encontros Imediatos" | 18 de Maio de 2010  | 5 - 1#04 |
| "The Return"          | 25 de Maio de 2010  | 6 - 1#05 |

## Segunda temporada: 2010[7]
| Título Original              | Data de Exibição       | #         |
| ---------------------------- | ---------------------- | --------- |
| "Lugares Misteriosos"        | 28 de Outubro de 2010  | 7 - 2#01  |
| "Deuses e Aliens"            | 4 de Novembro de 2010  | 8 - 2#02  |
| "Mundos Submarinos"          | 11 de Novembro de 2010 | 9 - 2#03  |
| "Alienígenas Subterrâneos"   | 18 de Novembro de 2010 | 10 - 2#04 |
| "Aliens and the Third Reich" | 25 de Novembro de 2010 | 11 - 2#05 |
| "Alien Tech"                 | 2 de Dezembro de 2010  | 12 - 2#06 |
| "Angels and Aliens"          | 9 de Dezembro de 2010  | 13 - 2#07 |
| "Unexplained Structures"     | 16 de Dezembro de 2010 | 14 - 2#08 |
| "Alien Devastations"         | 23 de Dezembro de 2010 | 15 - 2#09 |
| "Alien Contacts"             | 30 de Dezembro de 2010 | 16 - 2#10 |

## Terceira temporada: 2011[7]
| Título Original                   | Data de Exibição       | #         |
| --------------------------------- | ---------------------- | --------- |
| "Alienígenas e o Velho Oeste"     | 28 de julho de 2011    | 17 - 3#01 |
| "Aliens and Monsters"             | 4 de Agosto de 2011    | 18 - 3#02 |
| "Aliens and Sacred Places"        | 11 de Agosto de 2011   | 19 - 3#03 |
| "Alienígenas e Templos de Ouro"   | 18 de Agosto de 2011   | 20 - 3#04 |
| "Aliens and Mystirious Rituals"   | 1 de Setembro de 2011  | 21 - 3#05 |
| "Aliens and Ancient Engineers"    | 8 de Setembro de 2011  | 22 - 3#06 |
| "Alienígenas, Peste e Epidemia"   | 15 de Setembro de 2011 | 23 - 3#07 |
| "Aliens and Lost Worlds"          | 15 de Setembro de 2011 | 24 - 3#08 |
| "Aliens and Deadly Weapons"       | 22 de Setembro de 2011 | 25 - 3#09 |
| "Aliens and Evil Places"          | 28 de Setembro de 2011 | 26 - 3#10 |
| "Aliens and The Founding Fathers" | 5 de Outubro de 2011   | 27 - 3#11 |
| "Aliens e os Cultos Mortais"      | 12 de Outubro de 2011  | 28 - 3#12 |
| "Aliens e o Código Secreto"       | 19 de Outubro de 2011  | 29 - 3#13 |
| "Aliens e os Mortos Vivos"        | 26 de Outubro de 2011  | 30 - 3#14 |
| "Aliens, Deuses e Heróis"         | 16 de Novembro de 2011 | 31 - 3#15 |
| "Aliens e a Criação do Homem"     | 23 de Novembro de 2011 | 32 - 3#16 |

## Quarta temporada: 2012-13[7]
| Título Original               | Data de Exibição        | #         |
| ----------------------------- | ----------------------- | --------- |
| "A Conspiração Maia"          | 17 de Fevereiro de 2012 | 33 - 4#01 |
| "As Profecias do Juízo Final" | 17 de Fevereiro de 2012 | 34 - 4#02 |
| "The Greys"                   | 24 de Fevereiro de 2012 | 35 - 4#03 |
| "Aliens and Mega-Disasters"   | 2 de Março de 2012      | 36 - 4#04 |
| "The Nasa Connection"         | 9 de Março de 2012      | 37 - 4#05 |
| "O Mistério de Puma Punku"    | 16 de Março de 2012     | 38 - 4#06 |
| "Aliens and Bigfoot"          | 23 de Março de 2012     | 39 - 4#07 |
| "The Da Vinci Conspiracy"     | 6 de Abril de 2012      | 40 - 4#08 |
| "Os Viajantes do Tempo"       | 27 de Abril de 2012     | 41 - 4#09 |
| "Aliens and Dinosaurs"        | 4 de Maio de 2012       | 42 - 4#10 |
| "Secrets of the Pyramids"     | 21 de Dezembro de 2012  | 43 - 4#11 |
| "Aliens and Cover Ups"        | 28 de Dezembro de 2012  | 44 - 4#12 |
| "Alien Power Plants"          | 4 de Janeiro de 2013    | 45 - 4#13 |
| "Destination Orion"           | 11 de Janeiro de 2013   | 46 - 4#14 |
| "The Einstein Factor"         | 18 de Janeiro de 2013   | 47 - 4#15 |

## Quinta temporada: 2013[7]
| Título Original                | Data de Exibição        | #         |
| ------------------------------ | ----------------------- | --------- |
| "Secrets of the Tombs"         | 25 de Janeiro de 2013   | 48 - 5#01 |
| "Prophets and Prophecies"      | 8 de Fevereiro de 2013  | 49 - 5#02 |
| "Beyond Nazca"                 | 15 de Fevereiro de 2013 | 50 - 5#03 |
| "Strange Abductions"           | 22 de Fevereiro de 2013 | 51 - 5#04 |
| "The Von Daniken Legacy"       | 5 de Abril de 2013      | 52 - 5#05 |
| "The Viking Gods"              | 12 de Abril de 2013     | 53 - 5#06 |
| "The Monoliths"                | 19 de Abril de 2013     | 54 - 5#07 |
| "The Power of Three"           | 30 de Setembro de 2013  | 55 - 5#08 |
| "The Crystal Skulls"           | 7 de Outubro de 2013    | 56 - 5#09 |
| "The Annunnaki Connection"     | 14 de Outubro de 2013   | 57 - 5#10 |
| "Magic of the Gods"            | 21 de Outubro de 2013   | 58 - 5#11 |
| "The Satan Conspiracy"         | 28 de Outubro de 2013   | 59 - 5#12 |
| "Alien Operations"             | 1 de Novembro de 2013   | 60 - 5#13 |
| "Emperors, Kings and Pharaohs" | 8 de Novembro de 2013   | 61 - 5#14 |
| "Mysterious Relics"            | 15 de Novembro de 2013  | 62 - 5#15 |

## Sexta temporada: 2013-14[7]
| Título Original                   | Data de Exibição        | #             |
| --------------------------------- | ----------------------- | ------------- |
| "Aliens and Forbidden Islands"    | 29 de Novembro de 2013  | 63 - 6#01     |
| "Aliens and The Lost Ark"         | 6 de Dezembro de 2013   | 64 - 6#02     |
| "Aliens and Mysterious Mountains" | 13 de Dezembro de 2013  | 65 - 6#03     |
| "Aliens and Stargates"            | 24 de Janeiro de 2013   | 66 - 6#04     |
| "Aliens in America"               | 31 de Janeiro de 2013   | 67 - 6#05     |
| "The Star Children"               | 7 de Fevereiro de 2014  | 68 - 6#06     |
| "Treasures of the Gods"           | 14 de Fevereiro de 2014 | 69 - 6#07     |
| "Aliens and the Red Planet"       | 21 de Fevereiro de 2014 | 70 - 6#08     |
| "The Shamans"                     | 28 de Fevereiro de 2014 | 71 - 6#09     |
| "Aliens and Insects"              | 7 de Março de 2014      | 72 - 6#10     |
| "Alien Breeders"                  | 14 de Março de 2014     | 73 - 6#11     |
| "Alien Transports"                | 13 de Junho de 2014     | 74 - 6#12     |
| "Mysterious Structures"           | 20 de Junho de 2014     | 75 - 6#13     |
| "Mysterious Devices"              | 27 de Junho de 2014     | 76 - 6#14     |
| "Faces of the Gods"               | 25 de Julho de 2014     | 77 - Especial |
| "The Reptilians"                  | 25 de Julho de 2014     | 78 - 6#15     |
| "The Tesla Experiment"            | 1 de Agosto de 2014     | 79 - 6#16     |
| "The God Particle"                | 8 de Agosto de 2014     | 80 - 6#17     |
| "Alien Encounters"                | 15 de Agosto de 2014    | 81 - 6#18     |
| "Aliens and Superheroes"          | 22 de Agosto de 2014    | 82 - 6#19     |

## Sétima temporada: 2014-15[7]
| Título Original            | Data de Exibição       | #         |
| -------------------------- | ---------------------- | --------- |
| "Forbidden Caves"          | 31 de Outubro de 2014  | 83 - 7#01 |
| "Mysteries of the Sphinx"  | 7 de Novembro de 2014  | 84 - 7#02 |
| "Aliens Among Us"          | 14 de Novembro de 2014 | 85 - 7#03 |
| "The Genius Factor"        | 21 de Novembro de 2014 | 86 - 7#04 |
| "Secrets of the Mummies"   | 28 de Novembro de 2014 | 87 - 7#05 |
| "Alien Ressurrections"     | 5 de Dezembro de 2014  | 88 - 7#06 |
| "Alien Messages"           | 19 de Dezembro de 2014 | 89 - 7#07 |
| "The Great Flood"          | 26 de Dezembro de 2014 | 90 - 7#08 |
| "Aliens and the Civil War" | 10 de Abril de 2015    | 91 - 7#09 |
| "Hidden Pyramids"          | 17 de Abril de 2015    | 92 - 7#10 |
| "The Vanishings"           | 24 de Abril de 2015    | 93 - 7#11 |
| "The Alien Agenda"         | 1 de Maio de 2015      | 94 - 7#12 |

## Oitava temporada: 2015[7]
| Título Original         | Data de Exibição       | #          |
| ----------------------- | ---------------------- | ---------- |
| "Aliens B.C."           | 24 de Julho de 2015    | 95 - 8#01  |
| "NASA's Secret Agenda"  | 31 de Julho de 2015    | 96 - 8#02  |
| "Aliens and Robots"     | 7 de Agosto de 2015    | 97 - 8#03  |
| "Dark Forces"           | 14 de Agosto de 2015   | 98 - 8#04  |
| "The Alien Evolution"   | 21 de Agosto de 2015   | 99 - 8#05  |
| "The Other Earth"       | 28 de Agosto de 2015   | 100 - 8#06 |
| "Creatures of the Deep" | 4 de Setembro de 2015  | 101 - 8#07 |
| "Circles from the Sky"  | 18 de Setembro de 2015 | 102 - 8#08 |
| "The Alien Wars"        | 2 de Outubro de 2015   | 103 - 8#09 |
| "The Forbidden Zones"   | 9 de Outubro de 2015   | 104 - 8#10 |